# 小田持家
小田 持家（おだ もちいえ、応永9年8月5日（1402年9月2日） - 文明18年10月21日（1486年11月17日））は、室町時代の人物。常陸小田氏当主。小田治朝の子。小田朝久、倉持治光（くらもち はるみつ）、女子（結城氏広妻）の父。幼名は金寿丸。通称は太郎。讃岐守。治部少輔。
父は早くに亡くなり、祖父の小田孝朝に養育された。のち元服時に鎌倉公方足利持氏より偏諱を受けて持家と名乗る。室町時代の小田氏は関東の政治においては非主流派であり、それに不満な持家は上杉禅秀の乱の際には上杉氏憲（禅秀）に味方し、禅秀らの敗北の後は降参したものの足利持氏により所領の一部を没収され、小田氏をさらに衰退させることになる。永享の乱と結城合戦の際は関東管領上杉氏（上杉憲実）に味方し持氏とその与党を滅ぼす。その後は旧領回復をめざして信太荘へ勢力を侵食させ、江戸崎土岐氏と戦うことになる。
享徳の乱の際には古河公方足利成氏（持氏の子）に味方し、関東管領上杉氏と戦ったが、1455年、子の朝久に先立たれることになる。その後は孫の小田成治を養育・後見した。1459年11月には常陸で佐竹実定（佐竹義人の子で上杉憲実の猶子）・江戸通房（実定の補佐役）を破っている。